# Neagu Djuvara
Neagu Djuvara, né le 31 août 1916 à Bucarest (Royaume de Roumanie) et mort le 25 janvier 2018 dans la même ville, est un historien et diplomate roumain et français d'origine partiellement aroumaine.

## Biographie

### Jeunesse
Né dans une famille aristocratique roumaine d'origine aroumaine, installée en Valachie à la fin du XVIIIe siècle, Neagu Djuvara est le fils de Marcel Djuvara, tête de promotion à l'École polytechnique de Berlin-Charlottenburg en 1906, et capitaine du Génie dans l'armée roumaine. Il perd son père à l'âge de deux ans, pendant l'épidémie de grippe espagnole de 1918. Tinca Grădișteanu, sa mère, appartenait aux Grădișteni, une famille de la grande aristocratie valaque. Neagu Djuvara est lycéen à Nice et finit ses études à Paris, où il passe sa licence de lettres en Sorbonne (option Histoire, 1937) et un doctorat en droit (faculté de droit de Paris, 1940). « En ce temps-là, j'étais un jeune con arrogant fasciné par les idées fascistes, comme d'autres à Paris allaient, un peu plus tard, être fascinés par les idées communistes: pour la plupart, nous avons changé d'idées en vieillissant, et nous sommes devenus démocrates et humanistes. Pour ma part, c'est le choc de la guerre et de ses horreurs qui m'a ouvert les yeux. ».

### Guerre et exil
Mobilisé dans l'armée roumaine lors de la rupture du pacte Hitler-Staline en 1941, Neagu Djuvara est grièvement blessé en Transnistrie près d'Odessa. Comme beaucoup d'intellectuels roumains de sa génération et de son milieu, il a parfois été accusé par des détracteurs, sans preuves ni sources, d'avoir participé aux massacres commis par le régime fasciste du maréchal Antonescu contre les Juifs en URSS, mais, étant affecté dans le corps de réserve entre juin et novembre 1941, il ne pouvait participer aux opérations.
Il entre par concours au ministère roumain des Affaires étrangères en 1943, alors que la Roumanie cherche à se rapprocher à nouveau des Alliés. Le 23 août 1944, au moment où la Roumanie déclare la guerre à l'Allemagne, il est envoyé à l'ambassade roumaine de Stockholm où il négocie l'armistice avec l'ambassadrice soviétique, Alexandra Kollontaï, qui fait attendre trois semaines la réponse définitive de Joseph Staline, afin que l'Armée rouge ait le temps de s'emparer, en Roumanie, du matériel de sa nouvelle alliée, l'armée roumaine, ainsi que d'un maximum de véhicules motorisés et de la quasi-totalité de la flotte. Le gouvernement pro-Allié de la Roumanie dirigé par Constantin Sănătescu le maintient en poste à Stockholm jusqu'à ce que les communistes, par le coup d'État du 6 mars 1945, s'emparent du pouvoir en Roumanie.
Compte tenu de ses origines et de sa participation (même en réserve) à la campagne de l'armée roumaine contre l'URSS, il est désormais catalogué en Roumanie comme « d'origine sociale malsaine, laquais de l'impérialisme et exploiteur du peuple »: il décide donc de ne pas rentrer au pays, s'installe à Paris et, tandis qu'à Bucarest il est condamné par contumace en 1947 comme « ennemi du peuple », il milite jusqu'en 1961 au Comité d'assistance aux réfugiés, dont il est secrétaire ; il vit de ses piges de journaliste à Radio Free Europe.
Ses positions comparatistes dérangent cette station qui ne renouvelle pas son contrat et, en 1961, il part en Afrique, au Niger, où il travaille vingt-trois ans comme conseiller juridique et professeur de droit international et d'histoire économique à l'université de Niamey.
Il avait entre-temps entamé des études de philosophie à la Sorbonne et, en mai 1972, il obtient son doctorat d'état en philosophie de l'histoire sous les auspices de Raymond Aron avec, comme sujet: Civilisations et archétypes historiques; il collaborera plus tard, en 1984, avec l'INALCO à Paris.

### Retour au pays
Dès l'effondrement de la dictature communiste en décembre 1989, Neagu Djuvara revient en Roumanie où il devient professeur associé à l'université de Bucarest et membre des Instituts universitaires de recherches historiques Alexandru Dimitrie Xenopol de Iași et Nicolae Iorga de Bucarest. En 1998 il prend sa retraite et se consacre depuis à ses publications.
En 2007, le Premier ministre Călin Popescu-Tăriceanu approuve la création de la Comisia pentru Studierea Robiei Romilor (« Commission pour l'étude de l'esclavage des Roms »), présidée par Neagu Djuvara, qui émet des recommandations pour le système éducatif roumain et pour la promotion de l'histoire et la culture des Roms de Roumanie de manière à ne favoriser ni l'acculturation, ni la ségrégation, mais une intégration dans le multiethnisme assumé. La commission recommande également l'institution d'une journée de commémoration de la servitude des Roms et la création d'un Institut de recherche et Musée mémoriel dédié.

### Distinction
- Officier de l'ordre des Arts et des Lettres (2010)[10],[11].

## Ouvrages
- Le droit romain en matière de nationalité, Paris, 1940
- Dimitrie Cantemir, philosophe de l'Histoire, în Revue des études roumaines, Paris, 1973
- Civilisations et lois historiques, Essai d'étude comparée des civilisations, Mouton, Paris, 1975
- Les Aroumains: histoire, langue et destin, INALCO, 1989
- Le pays roumain entre Orient et Occident. Les Principautés danubiennes au début du XIXe siècle, Publications Orientalistes de France, 1989
- Comment le peuple roumain est-il apparu?, Humanitas, 2001
- Mircea l'Ancien et ses luttes contre les Ottomans, Humanitas, 2001
- De Vlad Țepeș à Dracula, Humanitas, 2003
- Bucarest-Paris-Niamey et retour ou Souvenirs de 42 ans d'exil (1948–1990), L'Harmattan, 2004
- Existe-t-il une "Histoire vraie"?, Humanitas, 2004
- Les chroniques du spatharios moldave Nicolae Milescu, Humanitas, 2004
- Souvenirs d'exil, Humanitas, 2005
- Églises de Moldavie, Editorial Artec, 2009
- Thocomer - Negru Vodă: un voïvode couman aux débuts de la Valachie, Humanitas, Bucarest, 2007
- La guerre de 77 ans et les prémisses de l'hégémonie américaine (1914 - 1991), Humanitas, Bucarest, 2008
- Une brève histoire illustrée des roumains, Humanitas, 2014